# Apneia (animação)
Apneia é um curta-metragem de animação brasileiro de 2019, dirigido por Carol Sakura e Walkir Fernandes.
A produção é ganhadora do Kikito de 2019 na categoria "Melhor Curta-Metragem Brasileiro".